# Daniel Samonas
Daniel Nicholas Patrick Samonas, född 7 mars 1990 i Toronto, är en kanadensisk-amerikansk skådespelare.

## Filmografi
- Ephraim (2004)
- Pizza Palace (2004)
- Little Men (2005)
- La migra (2005)
- Hitters Anonymous (2005)
- Everybody Hates Chris (2005) (TV)
- 3 the Hard Way (2005) (TV)
- Enemies (2006)
- Zoey 101 (2006) (TV)
- Hannah Montana (2006) (TV) som Josh
- My Struggle (2006)
- Stronger Than Daylight (2006)
- Thanks to Gravity (2006)
- Stronger Than Daylight (2006)
- The Last Day of Summer (2007) (TV)
- ER (2007) (TV)
- Avatar: The Last Airbender (4 avsnitt, 2005-2007) (TV) (röst) som Teo
- Without a Trace (2008) (TV)
- CSI: NY (2008) (TV)
- iCarly (2008) (TV)
- Entourage (3 avsnitt, 2007-2008) (TV)
- Wizards of Waverly Place (9 avsnitt, 2008-2010) (TV) som Dean Moriarty
- Nickelodeon: 'The Last Day of Summer' - Behind the Scenes (2007) (TV)
- The Least of These (2008)
- Nickelodeon Kids' Choice Awards 2009 (2009) (TV)
- Coach Shane (2009)
- Downstream (2009)
- Final Fantasy XIII (2010) (VG) (röst: Engelskspråkig version) som Maqui
- Fishers of Men (2011) (Film)
- Final Fantasy XIII-2 (2011)(VG) som Maqui
- Destiny Road (2012) (Film)

### Fotnoter
1. ↑  Steinberg, Lisa. ”Daniel Samonas: Magical”. Starry Constellation Magazine. http://www.starrymag.com/content.asp?ID=3986&CATEGORY=INTERVIEWS&PAGE=1. Läst 22 juni 2009.
2. ↑  ”Official bio”. danielsamonas.com. Arkiverad från originalet den 3 april 2009. https://web.archive.org/web/20090403055001/http://www.danielsamonas.com/. Läst 22 juni 2009.